# Schlierbach (Sulm)
Der Schlierbach ist ein Bach im nördlichen Baden-Württemberg von – ab seiner mündungsfernsten Quelle – über 6 km Länge, der zwischen den Ortsteilen Weiler und Affaltrach der Gemeinde Obersulm im östlichen Landkreis Heilbronn von rechts in die Sulm mündet.

## Geographie

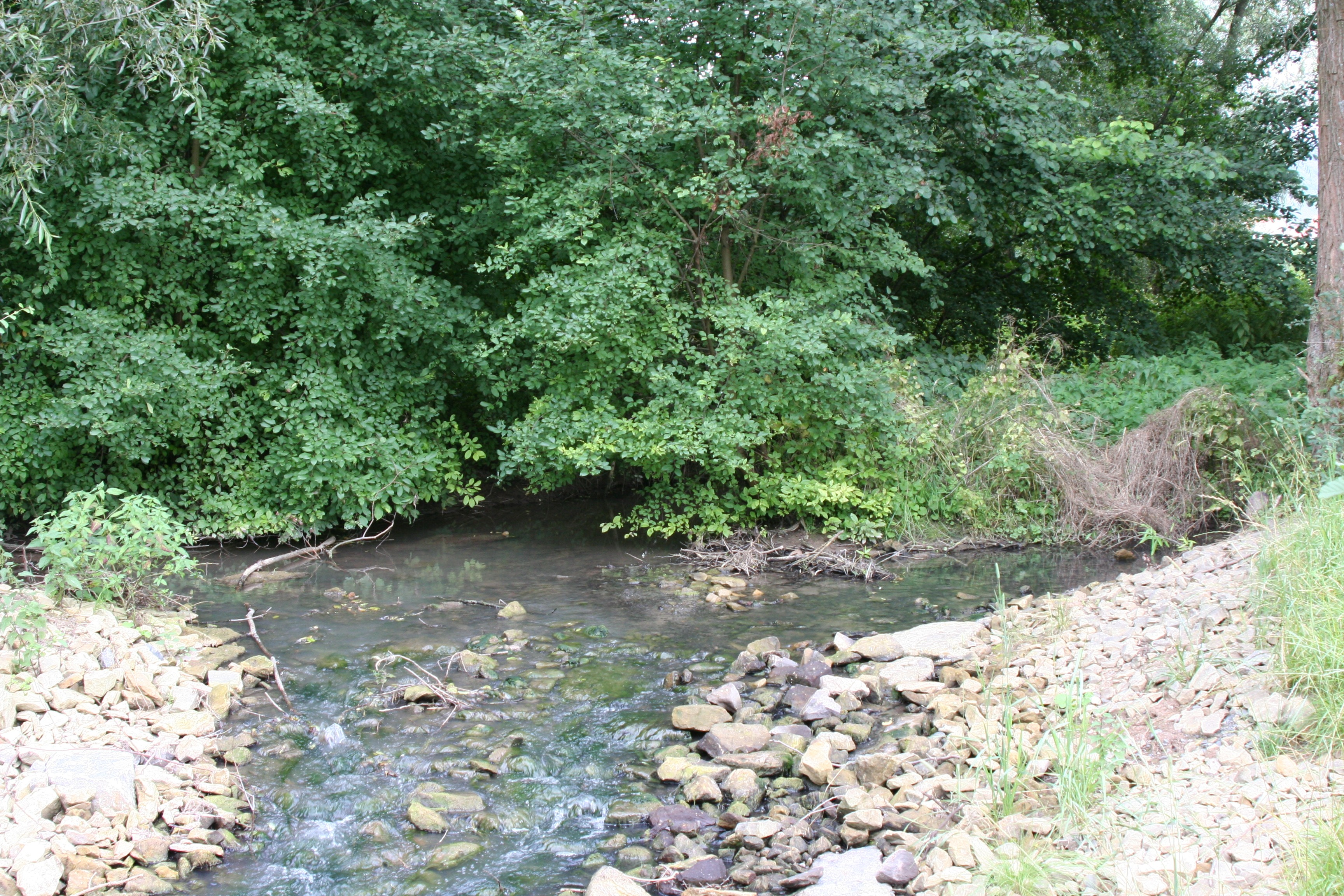
Kreuzung des Mühlkanals mit dem Schlierbach

### Quelle und Verlauf
Der längste und zuflussreichste Quellarm des Schlierbachs ist der Nonnenbach. Dieser entspringt in den Löwensteiner Bergen etwa 1,6 km östlich des Löwensteiner Weilers Lichtenstern, im inneren Winkel einer Waldwegsserpentine gut 200 Meter nördlich des Abzweigs der „Klostersträßle“ genannten K 2107 von der B 39. Der junge Bach läuft nach Westen durch seine bewaldete Klinge, die sich rasch eintieft und in welche beim genannten Weiler von links zu Füßen ihrer Talsteige die K 2107 eintritt, begleitet vom dort zufließenden Reisacher Bach. Vor Lichtenstern, einem ehemaligen Kloster auf einem niedrigen nördlichen Bergsporn, tritt dort der Bach aus dem Wald, wendet sich nach Nordwesten und fließt in den Weiher der Klostermühle ein. Nach See und Mühle nimmt er von links gleich den Klosterbach auf, der von der anderen Seite des Sporns kommt und zuletzt auf dem inzwischen schon zu einer kleinen Aue verbreiterten Talgrund parallel geflossen ist. Unmittelbar darauf stößt noch der Lumpenlochbach dazu, von derselben Seite kommend und wie die zwei vorigen an der oder nahe der oberen Stufenkante der Löwensteiner Berge entstanden.
Nach etwa der Hälfte der gesamten Bachlänge kehrt sich der Nonnenbach-Oberlauf, zwischen dem Löwensteiner Wohnplatz Frankenhof links und dem ebenfalls zugehörigen Weiler Reisach rechts, deren Siedlungsränder beide etwas über dem Hangfuß liegen, nach Norden und fließt dann durch eine flache und hier recht breite Talmulde, die nunmehr nur noch durch einen flachen Hügelzug von der größeren und ungefähr parallel laufenden Sulm-Mulde im Westen getrennt ist, während ihn im Osten der nahe Aubach begleitet.  Am Südrand von Weiler, inzwischen auf Obersulmer Gemarkung, mündet dieser rechte Begleiter, gleich darauf fließt der Bach durch ein Hochwasserrückhaltebecken und tritt dann in das Weichbild Weilers ein, hier nur etwa 200 m vom Ufer des sulmdurchflossenen Breitenauer Sees im Westen entfernt. Der Park des Schlosses Weiler liegt hier zu seiner Rechten, etwas entfernter der Dorfkern auf einem kleinen Hügel, den der Bach im Dorfbereich in einem Linksbogen umläuft. Nach Unterqueren der K 2108, die hier die K 2107 als Talstraße ablöst, mündet von rechts der Schlierbach-Oberlauf und gibt dem noch folgenden Unterlauf den Namen.
Gleich darauf zweigt nach links ein kurzer Mühlkanal links ab, der einen Mühlteich speist und dann noch im Ortsbereich wieder zurückfließt. Vor den Weilerberg- und Galgenberg-Hängen rechts läuft der Schlierbach noch weniger als einen Kilometer nach Nordwesten und nimmt etwa hundert Meter vor dem Ende seines Laufs von links den Abfluss des Breitenauer Sees auf. Ein gleich darauf nordwestlich weiterlaufender, etwa 0,7 km langen Mühlkanal am rechten Talrand nach Affalterbach liegt heute trocken. An seinem Abgang knickt dann der Schlierbach unter dem Galgenberg nach links ab und mündet fünfzig Meter weiter von rechts in die hier selbst nur wenig Wasser heranführende Sulm.

### Einzugsgebiet
Der Schlierbach hat ein Einzugsgebiet von 6,2 km² Größe, zu dem der Nonnenbach-Oberlauf etwa zwei Drittel beiträgt, der Schlierbach-Ober- und -Unterlauf jeweils etwa die Hälfte des Rests. Es liegt je etwa zur Hälfte im Osten der recht flachgründigen südöstlichen Erosionsbucht, die die Sulm mit ihren Zuflüssen in den Löwensteiner Bergen geschaffen hat, und zur Hälfte am Schichtstufenrand im südöstlichen Knie der Berghochfläche, in die der Nonnenbach und seine linken Zuflüsse ihre Kerbtäler eingeschnitten haben.
Im Südosten und Süden jenseits der etwa von der B 39 nachgezogenen Wasserscheide auf der nördlichen Stufenkante der Löwensteiner Berge liegt Einzugsgebiet der „Spiegelberger“ Lauter an, deren eigene Quelle nur etwa einen halben Kilometer südlich der des Nonnenbachs liegt. Hier liegt auch der höchste Punkt des entwässerten Gebietes an einer Kuppe zwischen der B 39 und dem Hohlenstein auf etwa 510 m ü. NN. Bei der Löwensteiner Klinik biegt die Wasserscheide nach Norden, jenseits konkurriert die Sulm, der trennende Rücken hat hier ab dem Frankenhof zu Füßen des letzten Hochflächensporns Wolfertsberg (431 m ü. NN) nur noch Hügelhöhe, gegen den Breitenauer See zu ist er nur mehr eine Bodenwelle.
Im Norden steigt die Wasserscheide von der Mündung ostwärts schnell den Affaltracher Galgenberg aufwärts bis etwas über 250 m ü. NN und läuft dann auf einem schmalen Hügelgrat dicht vor dem nahen Michelbach-Oberlauf Wilhelmsbach nach Süden über Eichelberg (ca. 300 m ü. NN) und den gleich anschließenden Gutberg (354,6 m ü. NN) bis etwas östlich von Reisach. Ab dort steigt die Grenze auf dem Kamm des Reisacher Bergs ostwärts von etwa 440 m ü. NN bis zum Gräfischen Bergle (506,5 m ü. NN), auch hier noch mit dem Wilhelmsbach als nun nördlichem Konkurrenten. Ein kurzes Grenzstück von unter einem halben Kilometer auf der erreichten Höhe bis zurück zur Kuppe beim Höhlenstein scheidet vom Bernbach, der als einziger Konkurrent nicht über die Sulm, sondern über den Kocher zum Neckar entwässert.

### Zuflusssystem
Hydrographisch gesehen ist der linke, viel längere, höher entspringende und zuflussreiche Nonnenbach-Zweig der Oberlauf des Schlierbachs. Nach der sich in dessen zum Unterlauf gleicher Benennung ausdrückenden Auffassung dagegen gilt der rechte Zweig als Oberlauf. Hier werden deshalb diese drei Bachabschnitte alle separat dargestellt.
Zuflüsse von der Quelle bis zur Mündung aufgeführt. Bachlängen nach LUBW-FG10, Seeflächen nach LUBW-SG10 (jeweils Datensatzeinträge), Namen nach der Hintergrundkarte, Höhen bevorzugt nach einschlägigen numerischen Angaben darauf, sonst nach dem dortigen Höhenlinienbild.

#### Linker Oberlauf Nonnenbach
Ursprung des Nonnenbachs als etwa ¼ km nördlich des Abzweigs der Talstraße K 2107 von der B 39 in seiner westwärts gerichteten Oberlaufklinge zwischen Reisacher Berg links und Klostersteige rechts etwa auf 455 m ü. NN.
- Reisacher Bach, von links am Ostrand von Löwenstein-Kloster Lichtenstern auf etwa 455 m ü. NN, 0,829 km. Entsteht etwa ⅓ km ostnordöstlich von Löwenstein-Hirrweiler in seiner Waldklinge auf etwa 430 m ü. NN, zuletzt begleitet von der K 2107.
- Speist einen Weiher, 0,3261 ha.
- Erste Verbindung vom nahen Klosterbach zwischen Kloster und Klostermühle.
- Speist den Klostermühlenweiher, 0,4357 ha.
- Klosterbach, von links an einem Gehölz unterhalb der Klostermühle auf etwa 280 m ü. NN, 1,54 km. Entsteht an der B 39 gegenüber der Auffahrt zur Klinik Löwenstein im Hangwald auf etwa 480 m ü. NN.
- Lumpenlochbach, von links gegenüber dem Löwensteiner Weingarthaus auf 277,1 m ü. NN[6], 1,065 km. Entsteht im Lumpenloch  auf etwa 390 m ü. NN etwa ¼ km nordöstlich des Aussichtspunktes an der B 39 oberhalb von Löwenstein.
- Aubach, von rechts in der Röße wenig südlich von Obersulm-Weiler auf 229,9 m ü. NN[6], 0,844 km. Entsteht am Nordfuß des Löwenstein-Reisacher Sporns auf etwa 255 m ü. NN und läuft dem Nonnenbach in der Au parallel.
- Durchläuft ein Hochwasserrückhaltebecken auf etwa 225 m ü. NN in der Mitte zwischen dem südwestlichen Siedlungsrand von Weiler und dem Breitenauer See im Westen, dessen Ufer hier keine zweihundert Meter entfernt ist, 0,6281 ha.
- Zwei Teiche im Park des Schlosses Weiler, keine hundert Meter rechts des Bachlaufs im Muldentiefsten kurz nacheinander auf rund 220 m ü. NN, 0,0471 ha und 0,1562 ha.

Zusammenfluss mit dem rechten Oberlauf Schlierbach, von links beim Abzweig der Teichstraße von der Heilbronner Straße in Weiler auf 217 m ü. NN. Der Nonnenbach hat hier schon eine Länge von 5,074 km.

#### Rechter Oberlauf Schlierbach
Ursprung des Schlierbachs wenige Schritte nördlich von Löwenstein-Altenhau am oberen Rand der Weinberge auf etwa 310 m ü. NN.
- Läuft durch einen Grünlandstreifen inmitten der Weinberge unterhalb des Hanganstiegs zu Eichelberg im Osten nach Weiler und durchquert das Dorf.

Zusammenfluss mit dem Oberlauf Nonnenbach, von rechts beim Abzweig der Teichstraße von der Heilbronner Straße in Weiler auf 217 m ü. NN. Der Schlierbach hat hier eine Länge von 2,064 km.

#### Unterlauf des Schlierbachs
- Abzweig eines Mühlkanals, nach links keine dreißig Meter weiter, der nach 0,182 km auf etwa 212 m ü. NN zurückfließt. Speist am Ende seines nur zur Hälfte offenen Laufs einen 0,1041 ha großen Teich.
- Abfluss des Breitenauer Sees, von links hundert Meter vor der Schlierbachmündung am Hangfuß des Galgenbergs, rund 0,1 km.[7]
- Abgang des Mühlkanals nach Affalterbach, nach rechts fünfzig Meter vor der Schlierbachmündung am Hangfuß des Galgenbergs,  rund 0,7 km.[8] Der Kanal, heute trocken, läuft in der Zuflussrichtung des Schlierbachs weiter und mündet am Ortsrand von Affalterbach, während der Schlierbach hier mit inzwischen auch dem Wasser aus dem Breitenauer See nach links abknickt.

Mündung des Schlierbachs, von rechts etwa 0,2 km östlich des Abzweigs der K 2124 (Spange zur B 39) von der Talstraße (hier: K 2108) auf 199,1 m ü. NN. Der Unterlauf hat eine Länge von 1,197 km, der Unterlauf mit dem längeren Nonnenbach-Oberlauf zusammen von 6,271 km, der Unterlauf mit dem Schlierbach-Oberlauf von 3,261 km.

### Kommunen und Ortschaften

#### Linker Oberlauf Nonnenbach
- Stadt Löwenstein
  - Lichtenstern (Weiler, links)
  - Klostermühle (Wohnplatz)
  - Weingarthaus (Wohnplatz, rechter Hangfuß)
  - Reisach (Weiler, rechter Spornfuß)
  - Frankenhof (Wohnplatz, linker Hang gegenüber Reisach)
  - Bachhäusle (Wohnplatz, rechts)
- Gemeinde Obersulm
  - Weiler (Dorf, Siedlungskern und Schloss Weiler rechts)

#### Rechter Oberlauf Schlierbach
- Stadt Löwenstein
  - Altenhau (Wohnplatz, links)
  - Reisach (Weiler, linker Spornfuß)
  - Eichelberg (Dorf, rechte Kammhöhe)
- Gemeinde Obersulm
  - Weiler (Dorf, Schloss Weiler links)

#### Unterlauf Schlierbach
- Gemeinde Obersulm
  - Weiler (Dorf, links)
  - Leinhof (Siedlungsplatz, rechts)

## Geologie
Der Lauf des Schlierbachs und seines Oberlaufs Nonnenbach liegt zur Gänze im Mittelkeuper.
Der längere Nonnenbach-Oberlauf entspringt in der Stubensandstein-Deckschicht der Löwensteiner Berge (Löwenstein-Formation), seine ihm aus Süden von nahe der oberen Schichtkante zufließenden Nebenbäche oberhalb von Reisach entstehen im Übergangsbereich zu den darunterliegenden Oberen Bunten Mergeln (Mainhardt-Formation). Etwa ab der Klostermühle läuft er im Gipskeuper (Grabfeld-Formation), bis zu seiner Nordkehre bei Reisach begleitet von einer nicht schmalen Schilfsandstein-Verebnungsfläche (Stuttgart-Formation) am linken Hang. Unterhalb von Reisach verbreitert sich die schon bei Lichtenstern einsetzende quartäre Talfüllung aus Auensedimenten weit nach rechts bis über den parallelen Aubach-Lauf hinaus, während links des Laufs quartärer Löss dem linken Hang aufliegt.
Der Schlierbachs-Oberlauf dagegen entsteht deutlich tiefer nahe der Grenze zwischen Kieselsandstein (Hassberge-Formation) und Unteren Bunten Mergeln (Steigerwald-Formation), tritt wenig nordöstlich von Reisach, dessen untere Ortsteile auf einer kleinen nördlichen Schilfsandsteinzunge liegen, in den Gipskeuper ein, auch an seinem linken (Westwind-)Leehang liegt Löss.
Große Teile von Weiler liegen in einer breiten Talfüllungszone, die sich etwas schmäler bis an die Mündung des Schlierbachs in die Sulm weiterzieht, die ebenfalls noch im Gipskeuperbereich liegt. Hier am Unterlauf deckt ebenfalls Löss den flachen linken Talhang.
n
Die Ostspitze des Nonnenbachs-Einzugsgebiets endet an einer Bergkuppe, einer kleinen Knollenmergel-Insel (Trossingen-Formation) und das nördlichste Vorkommen diese Schicht in den Keuperbergen Württembergs.